# Comté de Grainger
Pour les articles homonymes, voir Grainger.
Le comté de Grainger est un comté de l'État du Tennessee, aux États-Unis, fondé en 1796.